# أرز الرب

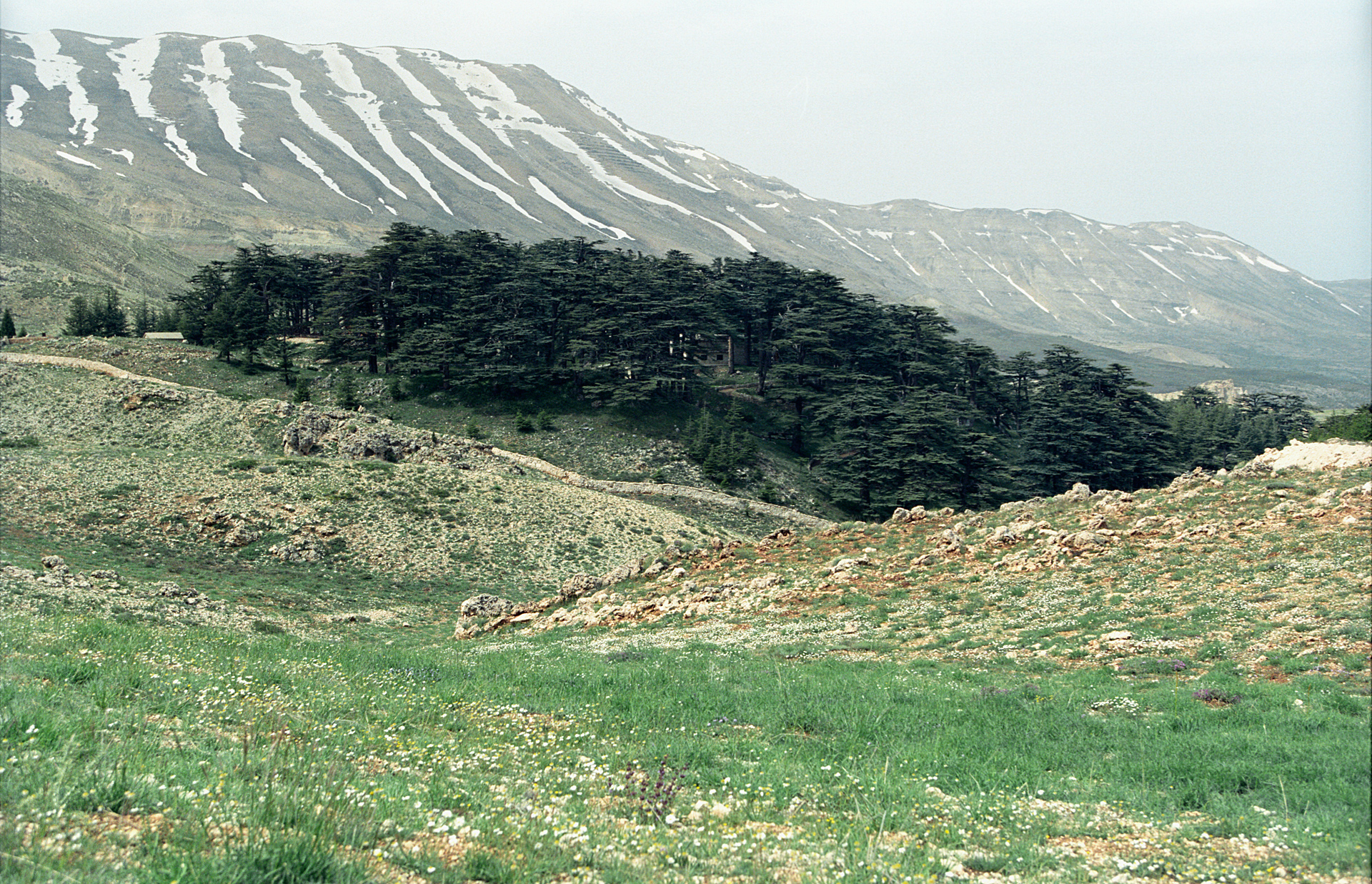
غابة أرز الرب

أرز الرب هو موقع في وادي قاديشا بالقرب من بلدة بشري شمال لبنان. هي واحدة من آخر بقايا غابات الأرز اللبناني الواسعة التي ازدهرت في جميع أنحاء جبل لبنان في العصور القديمة. وعلى ما يبدو أن جميع روايات الرحالة المعاصرين للعصور الوسطى عن أشجار الأرز البرية تشير إلى الغابات الموجودة في بشري؛ وكان الرهبان المسيحيون في أديرة وادي قاديشا يبجلون الأشجار لعدة قرون في المنطقة. عُثِر على أقدم المراجع الموثقة لأرز الله في الألواح (4-6) من ملحمة جلجامش العظيمة، عثر عليها على بعد ستة أيام سيرًا على الأقدام من مدينة الوركاء القديمة.
استهلك كمية هائلة من خشب الأرز منذ العصور القديمة لعدة أسباب، فقد استخدم المصريين القدماء الأرز لبناء السفن، واستخدم العثمانيين الأتراك الأرز لبناء السكك الحديدية. كما أن الفينيقيين وبنو إسرائيل والآشوريين والبابليين والفُرس والرومان والعرب استخدموا خشب الأرز لاستخدامات مختلفة.
يُعتبر كل من وادي قاديشا (قنوبين) وغابة أرز الرب ذو أهمية دينية وتاريخية كبرى، فالوادي كان موقعًا استوطنه الرهبان المسيحيون الأوائل هربا من بطش الرومان الوثنيين، فبنوا الأديرة على جانبيه فكانت حصينة بوجه كل من حاول الوصول إلى هناك، إذ أن الوادي يقع في أرض وعرة جدًا في مدينة بشري في الجزء الشمالي من سلسلة جبال لبنان الغربية. تقع غابة أرز الرب في بشري بالقرب من الوادي، وقد أصبحت اليوم محمية طبيعية مخصصة لإنقاذ الأرز اللبناني، وتتجلى أهميتها التاريخية في أنها الغابة الأساسية التي قطع الفينيقيون أخشابها ليبنوا سفنهم ومعابدهم وليتاجروا بها مع المصريين والآشوريين. ومنها تم بناء هيكل سليمان.

## التاريخ

### التاريخ القديم
كانت جبال لبنان في العصور القديمة مظللة بغابات الأرز الكثيفة جدًا، وكانت الأشجار السمة المميزة للمنطقة. وبعد قرون من إزالة الغابات المستمرة، انخفض حجم هذه الغابات بصورة ملحوظة.
وحسب الميثولوجيا أن ذات مرة وقعت معركة بين أنصاف الآلهة والبشر على ملكية غابة أشجار الأرز الجميلة والمقدسة، وحدثت هذه المعركة بالقرب من جنوب بلاد ما بين النهرين. ويُعتقد أن غابات أرز الرب كانت محميّة بواسطة الإله السومري إنليل، إلا أن البشر انتصروا في معركتهم مع أنصاف الآلهة، الذين كانوا يحرسون الغابة. ومنذ دخول البشر قبل 4700 عام إلى الغابة، بدأت الغابة بفقدان أشجارها. كما يُذكر في هذه الأساطير أن جلجامش استخدم أخشاب أشجار الأرز في بناء مدينته.
استخدم العديد من الشعوب والحضارات أشجار الأرز كالمصريين القدماء والأشوريين والعرب وكذلك الفرس والرومان. وقد استخدم الفينيقيون الأرز في أساطيلهم التجارية، وجعلتهم غابات الأرز "أول دولة تجارية بحرية في العالم". وتجاوز الفراعنة استغلال الأرز من أجل الأخشاب ليستخدموا الراتنج المفرز من الأرز، واستعمل الراتنج في عمليات التحنيط، كما أن أخشاب الأرز استخدمت في لفائف البردى الأولى التي تحمل الهيروغليفية الفرعونية. وحسب نصوص الكتاب المقدس اشترى سليمان خشب الأرز لبناء هيكل القدس. لاحقًا ادعى الإمبراطور هادريان أن هذه الغابات هي من ضمن مجاله الإمبراطوري، وخلال تلك الفترة توقف تدمير غابات الأرز مؤقتًا.

### التاريخ الحديث المبكر
تشير الروايات التي كتبها الرحالة في العصور الوسطى عن غابات الأرز في منطقة بلاد الشام إلى غابات بشري على الأغلب. حيثُ زار الرحالة الفرنسي بيير بيلون المنطقة سنة 1550، ويعتبر أول رحالة حديث يشير إلى غابات أرز الرب في مذكراته. وقد أحصى بيلون 28 شجرة خلال رحلته، وكتب في مذكراته:
أما الرحالة ليونهارت راوولف فقد يكون زار المنطقة بين عامي (1573 - 1575)، وقد أحصى 24 شجرة بقوله:
الرحالة جان دي تيفنو أحصى 23 شجرة سنة 1655، بقوله:

## الموقع الجغرافي
يعود عمر هذه الغابة لحوالي 2500 سنة، وهي تربض في أحضان جبل المكمل مشرفة على الوادي المقدس (قنوبين)، متربعّة فوق مساحة 102566 مترًا مربعًا وهي تتوسط مساحة جرداء تغمرها الثلوج بدءا من منتصف فصل الخريف وحتى أطراف فصل الربيع. ترتفع الغابة عن سطح البحر بمعدل 1880 مترًا، وتصل في بعض المواضع إلى 1936 مترا.

## الأشجار المعمرة
تمتد غابة أرز الرب على مساحة 11 هكتارا، تمتاز بأنها تضم أقدم أشجار الأرز في العالم، ولم يبق فيها سوى 48 شجرة معمرة يصل عمر أكبرها إلى أكثر من ألف سنة، وبعضهم يشير إلى 2500 سنة. كما تضم 375 شجرة يصل عمرها إلى بضع مئات من السنين من بينها أربع يصل ارتفاعها إلى 35 مترا وقطرها بين 12 و 14 مترا. وتمتاز هذه الأشجار باستقامة جذوعها، وبأغصانها المروحية الشكل التي تنبثق متعامرة مع الجذوع.

## معرض الصور

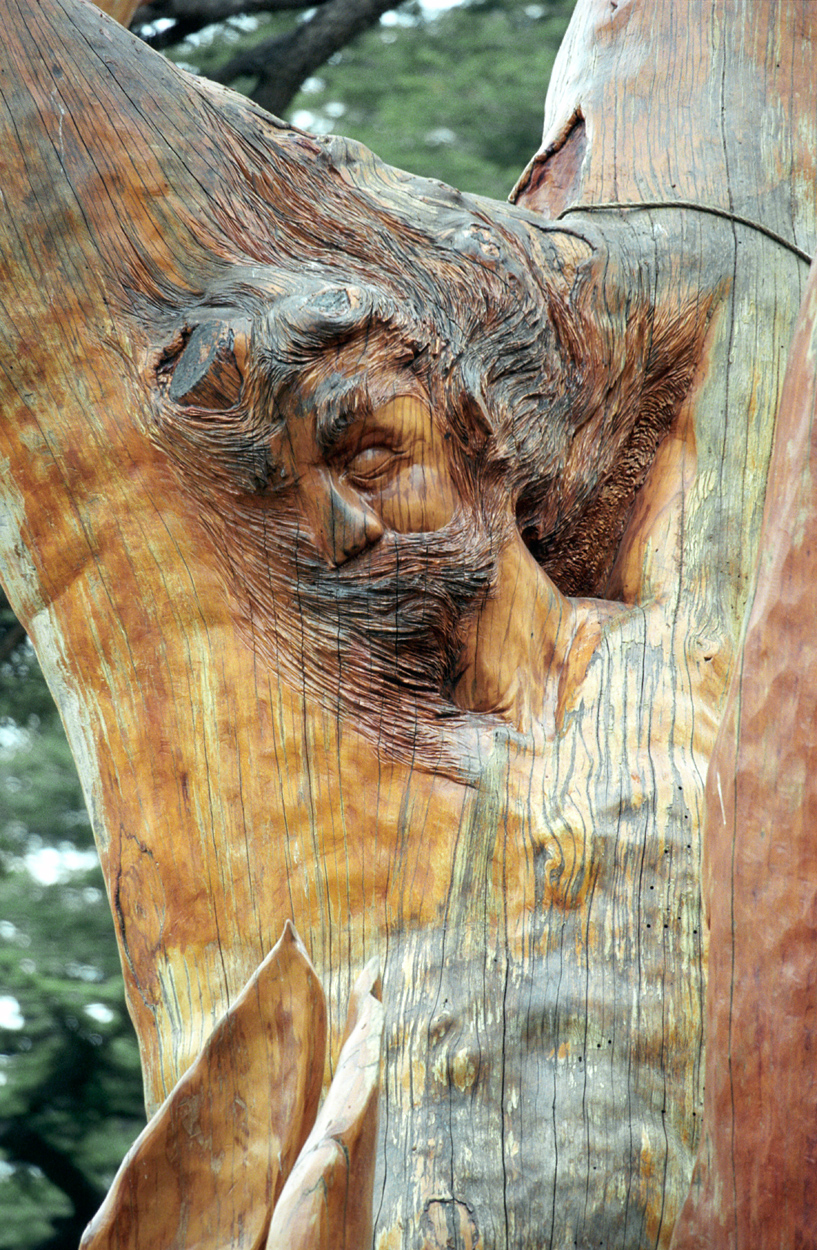
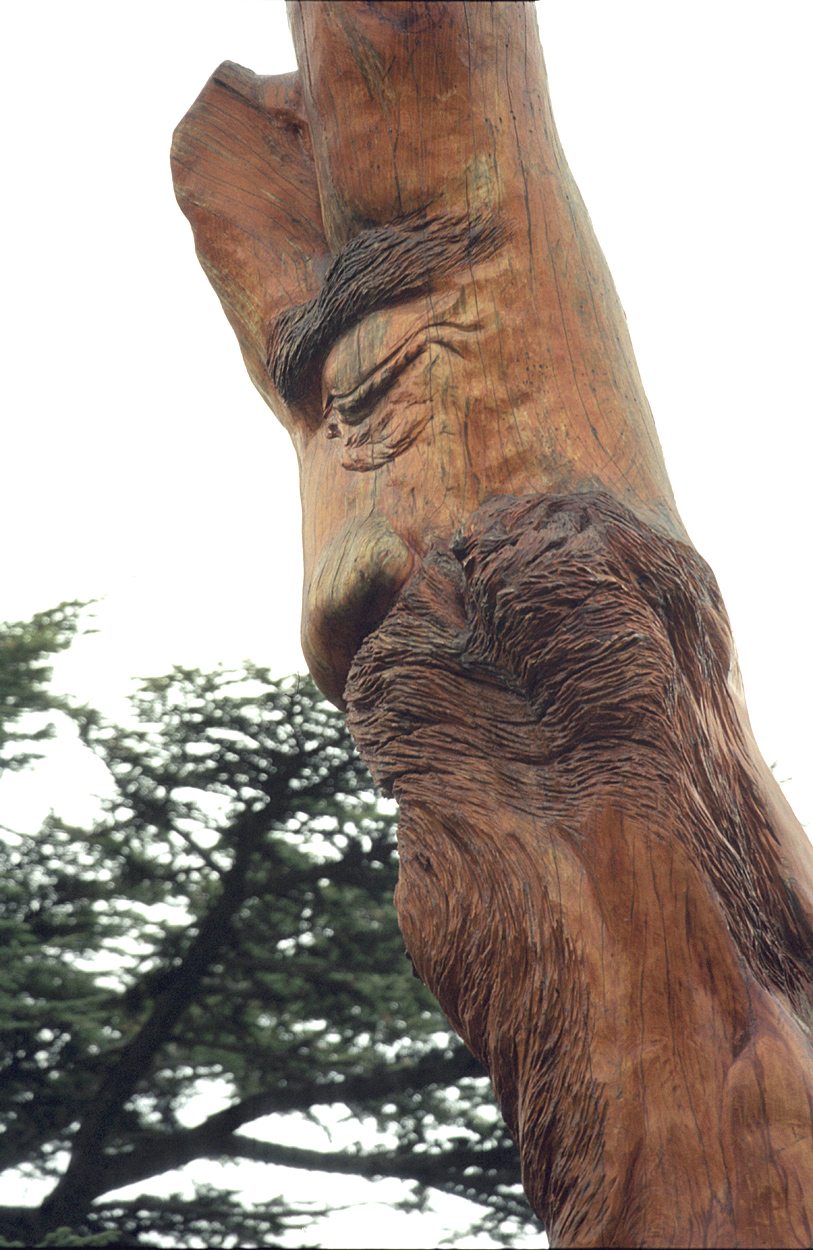
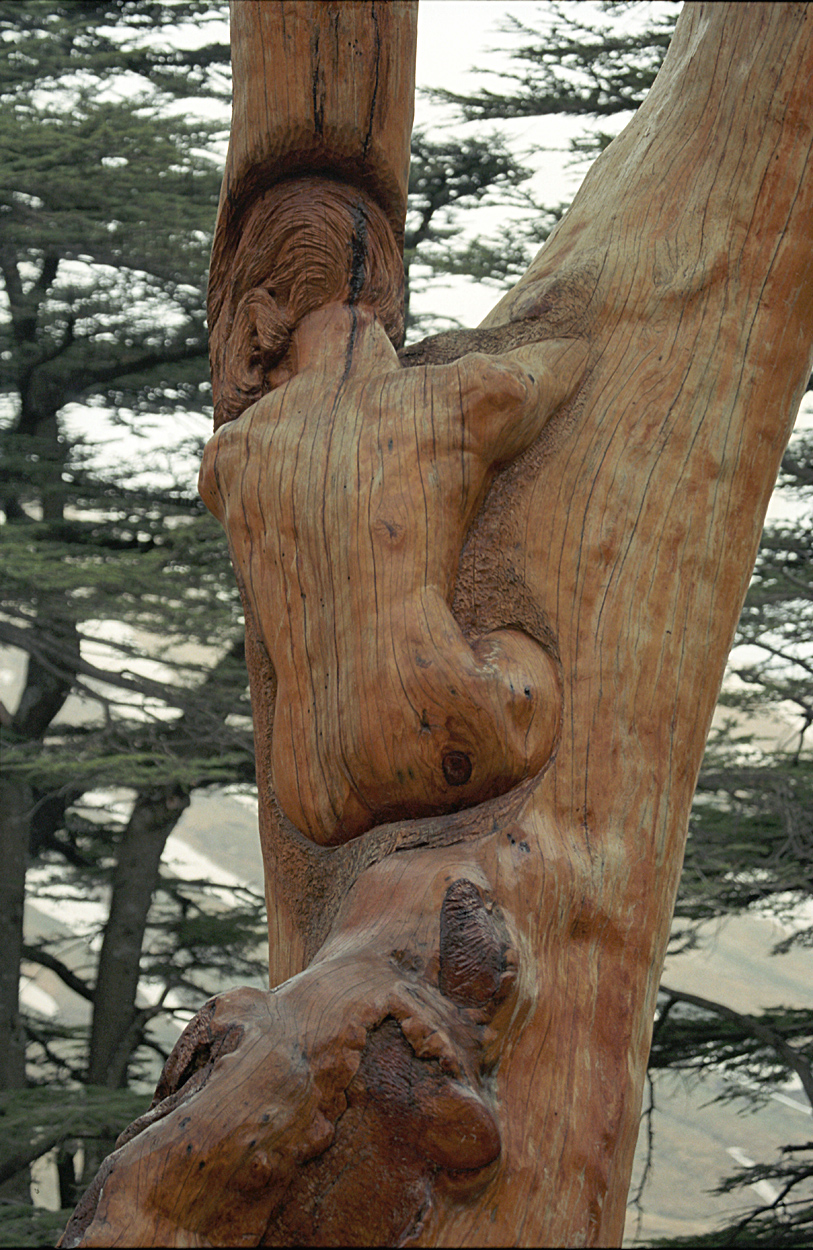
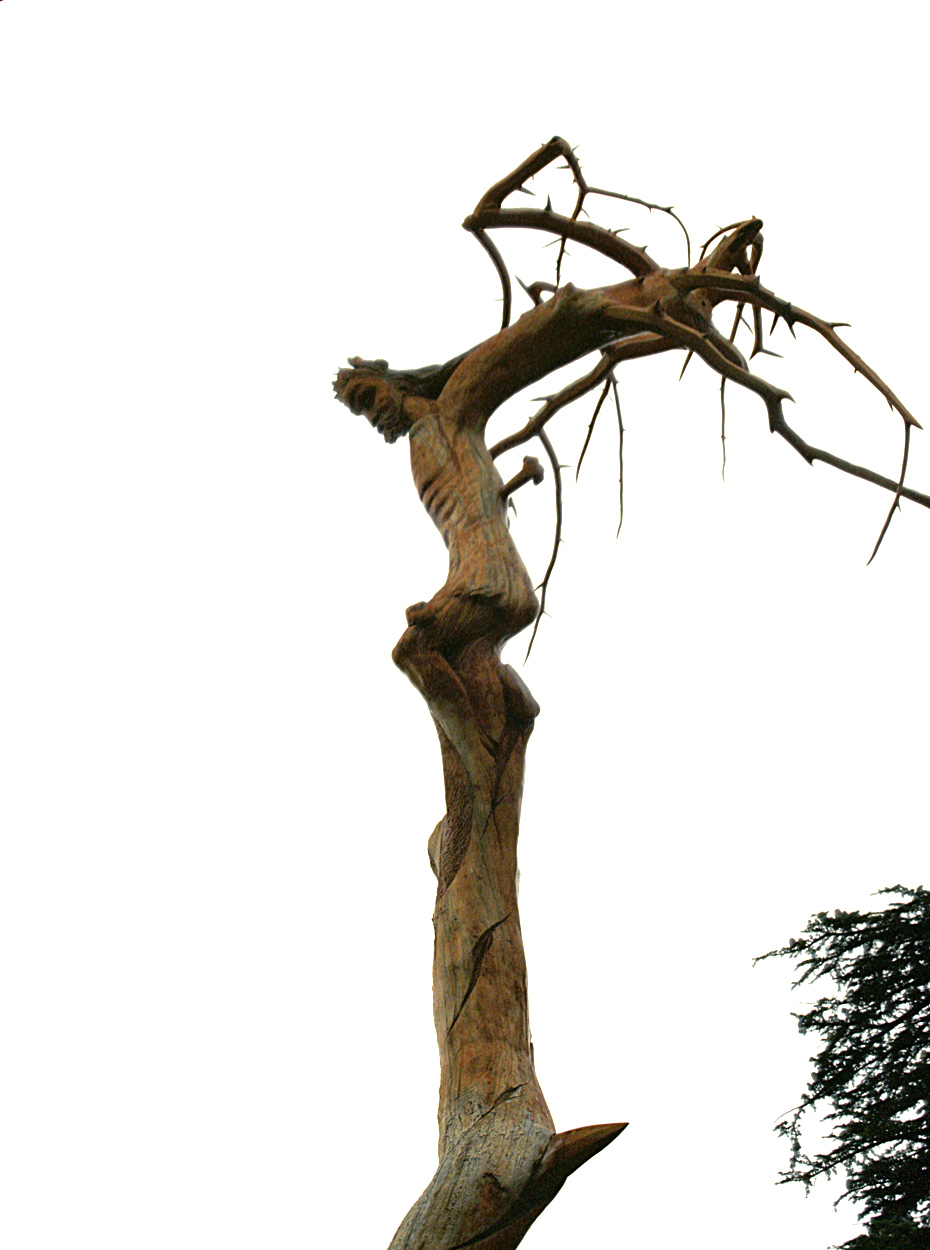
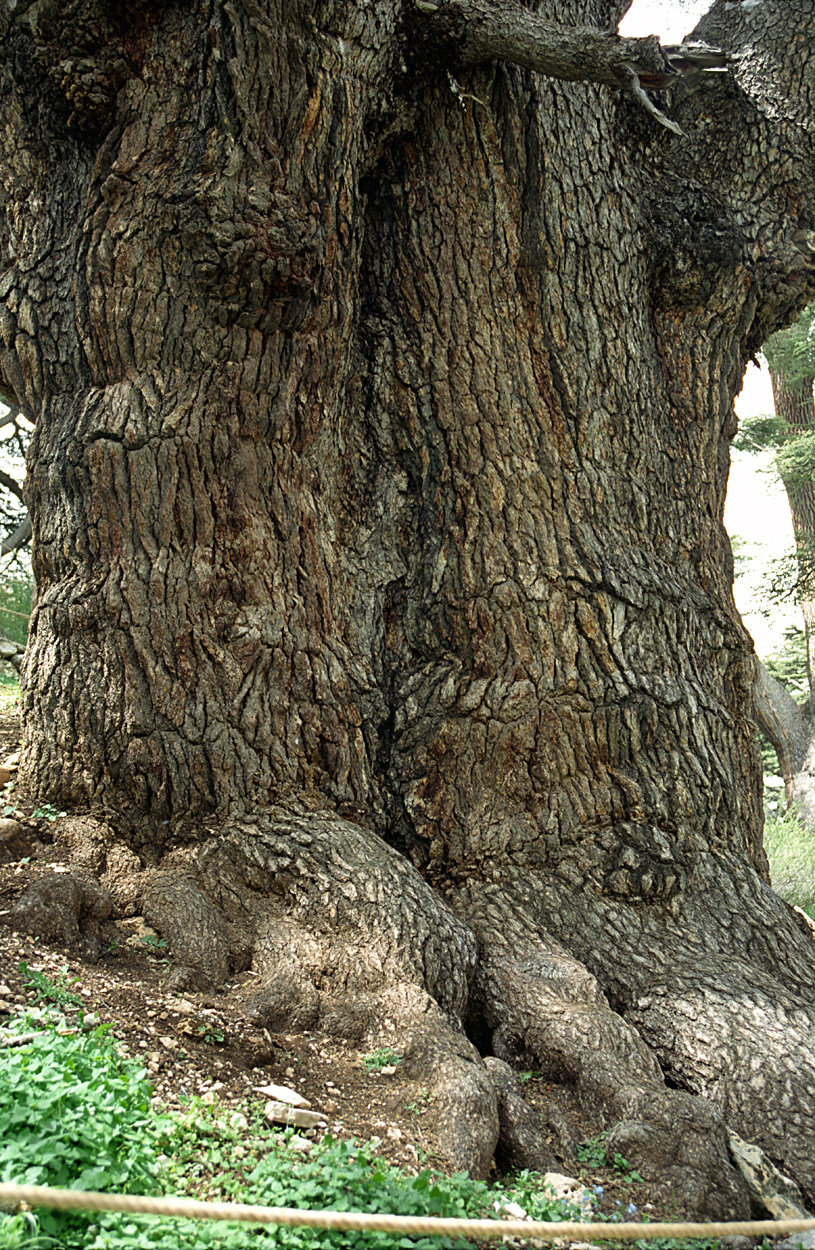
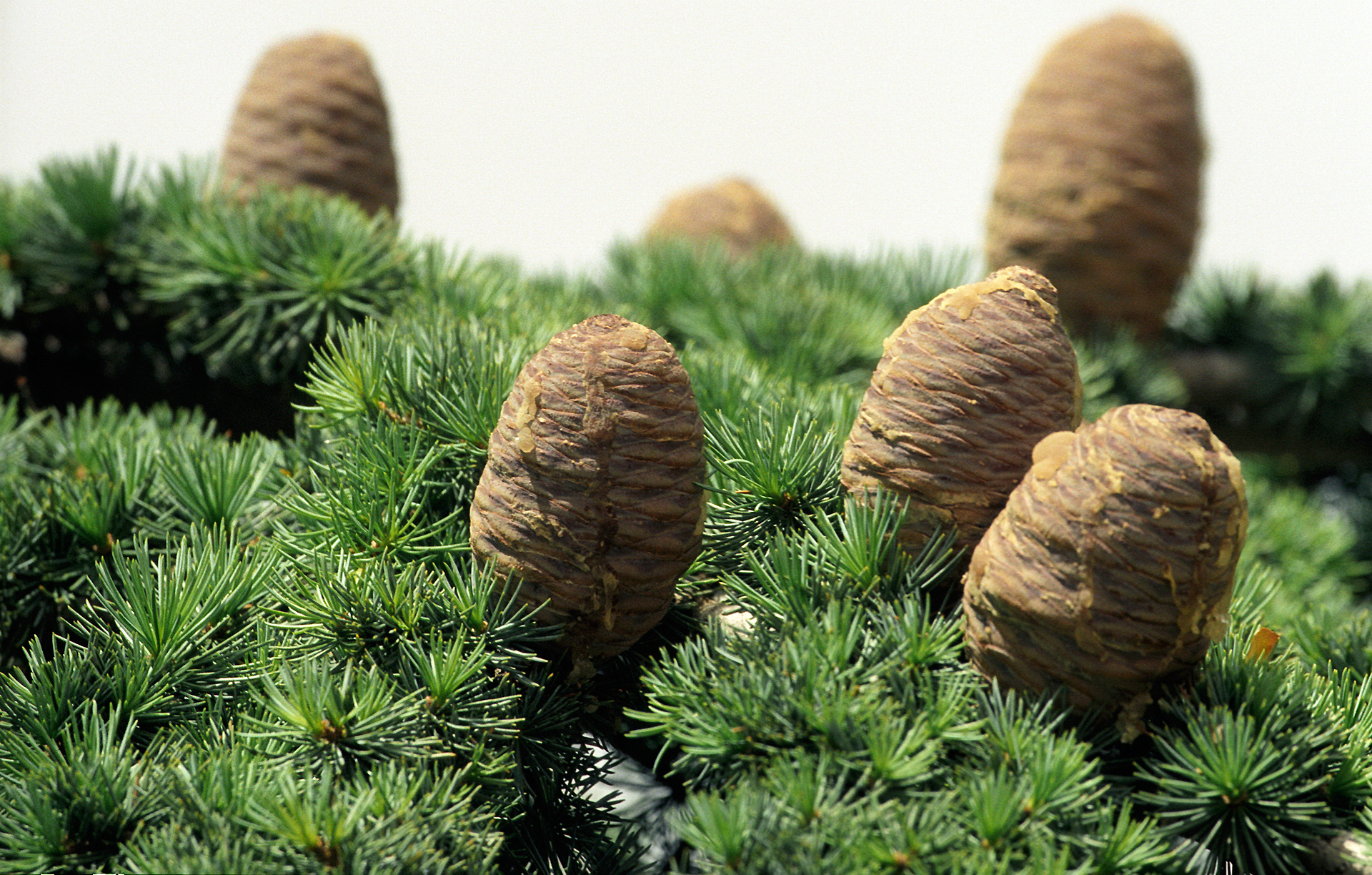
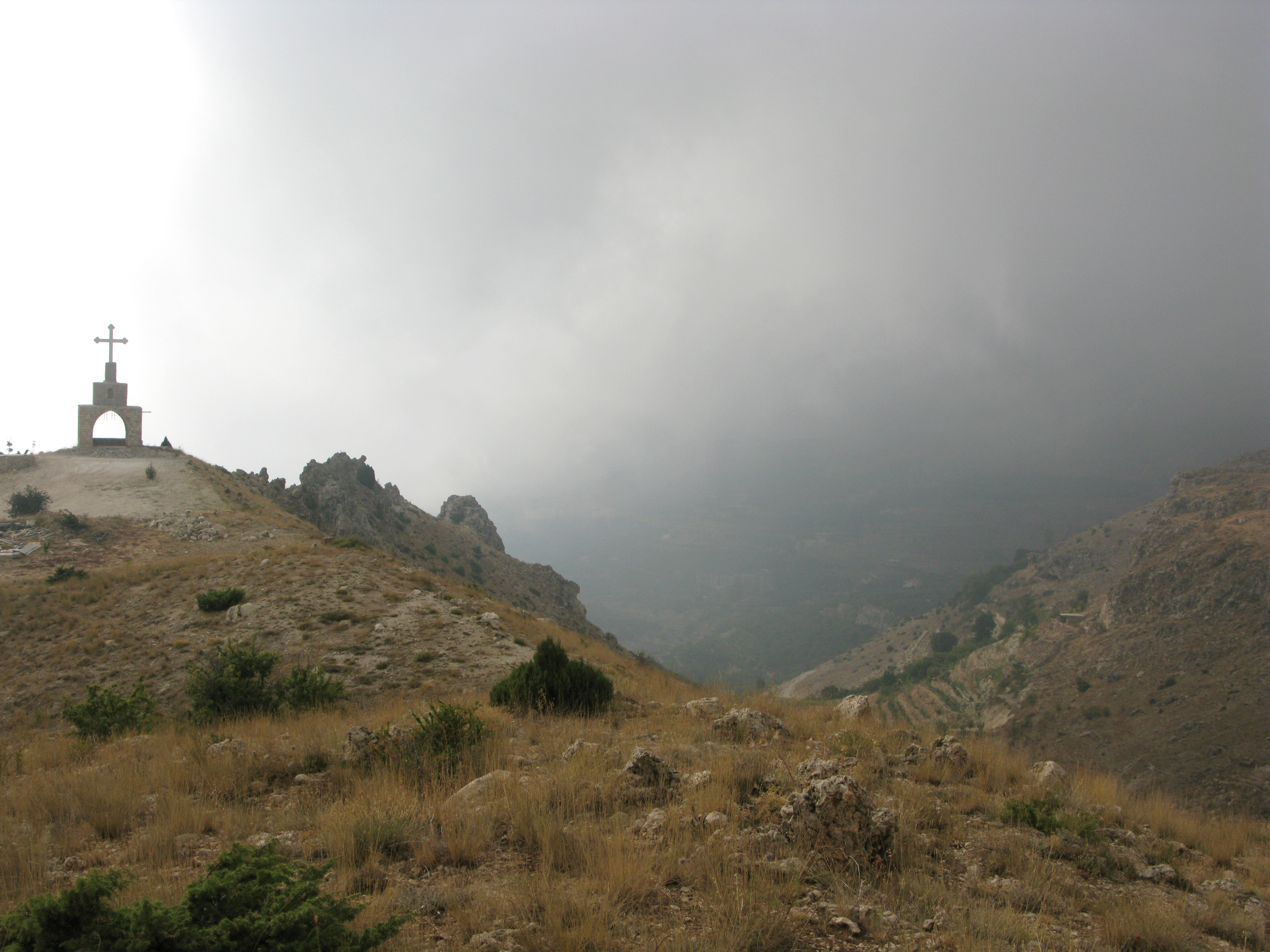
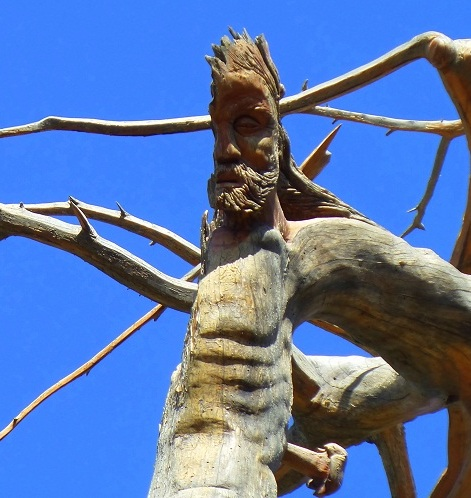
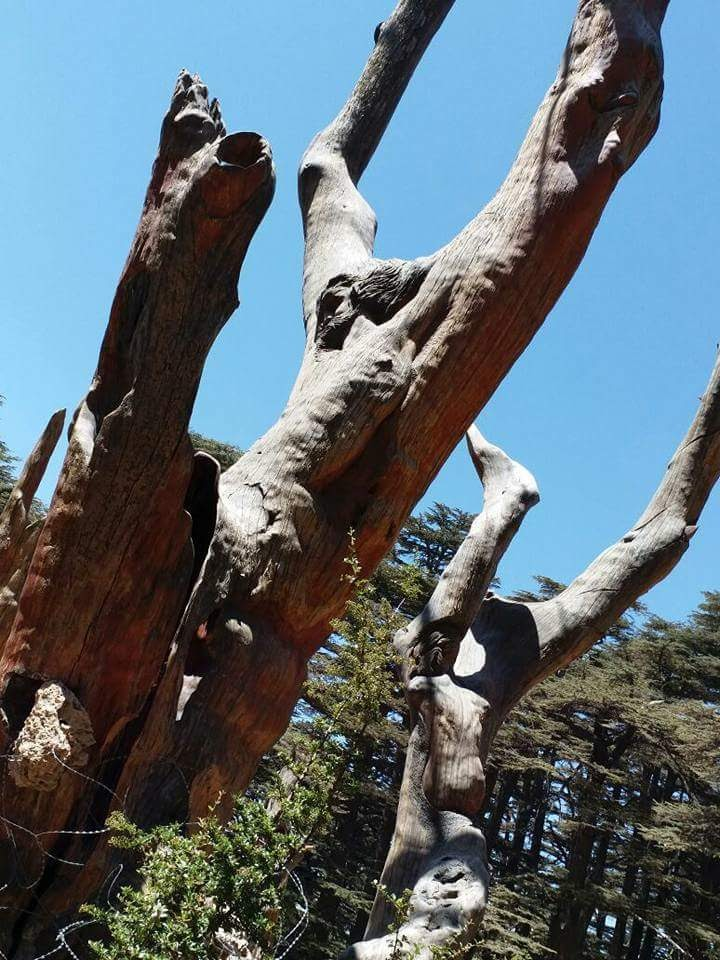
يسوع المسيح المصلوب محفور على شجرة أرز
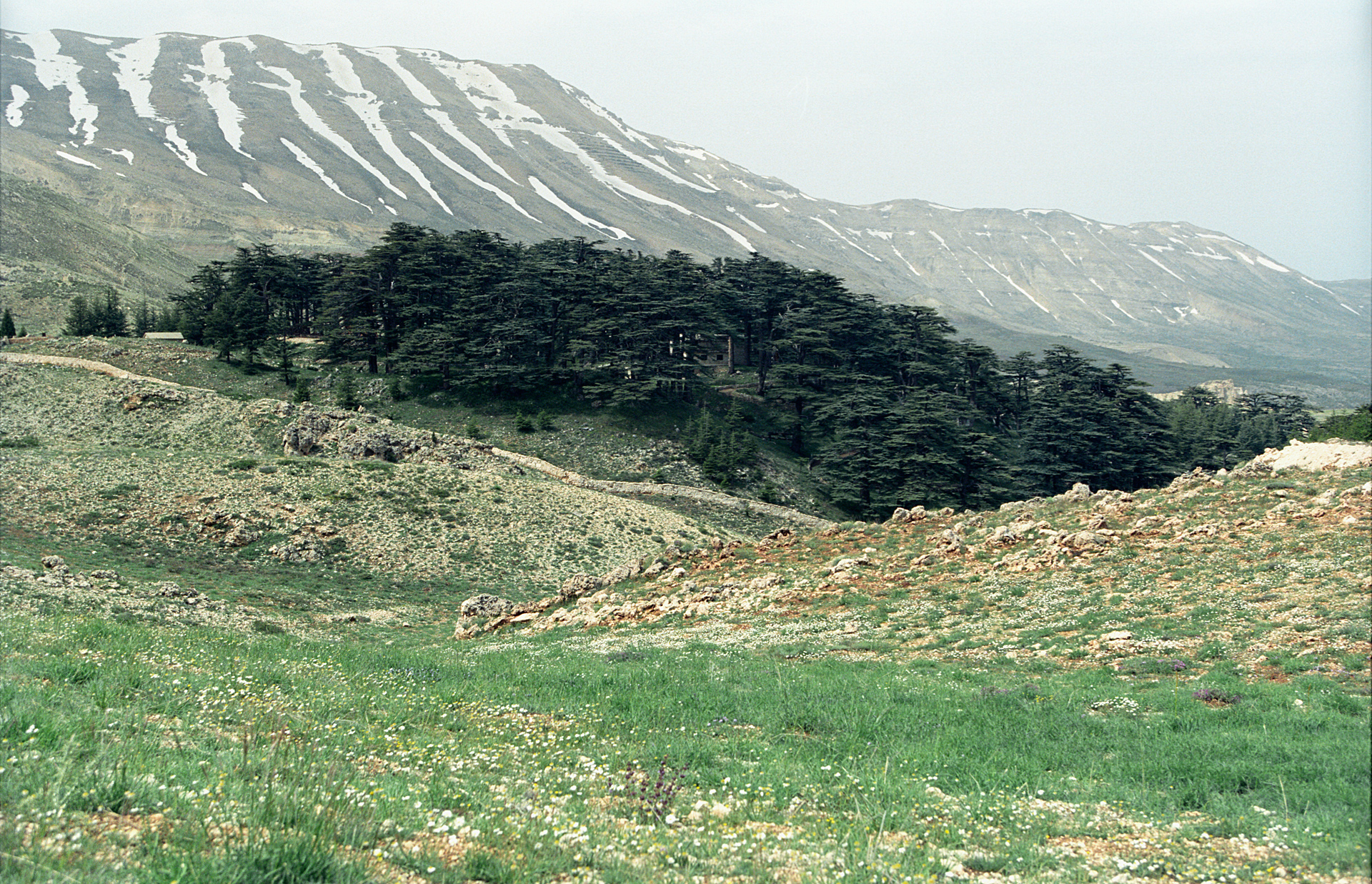
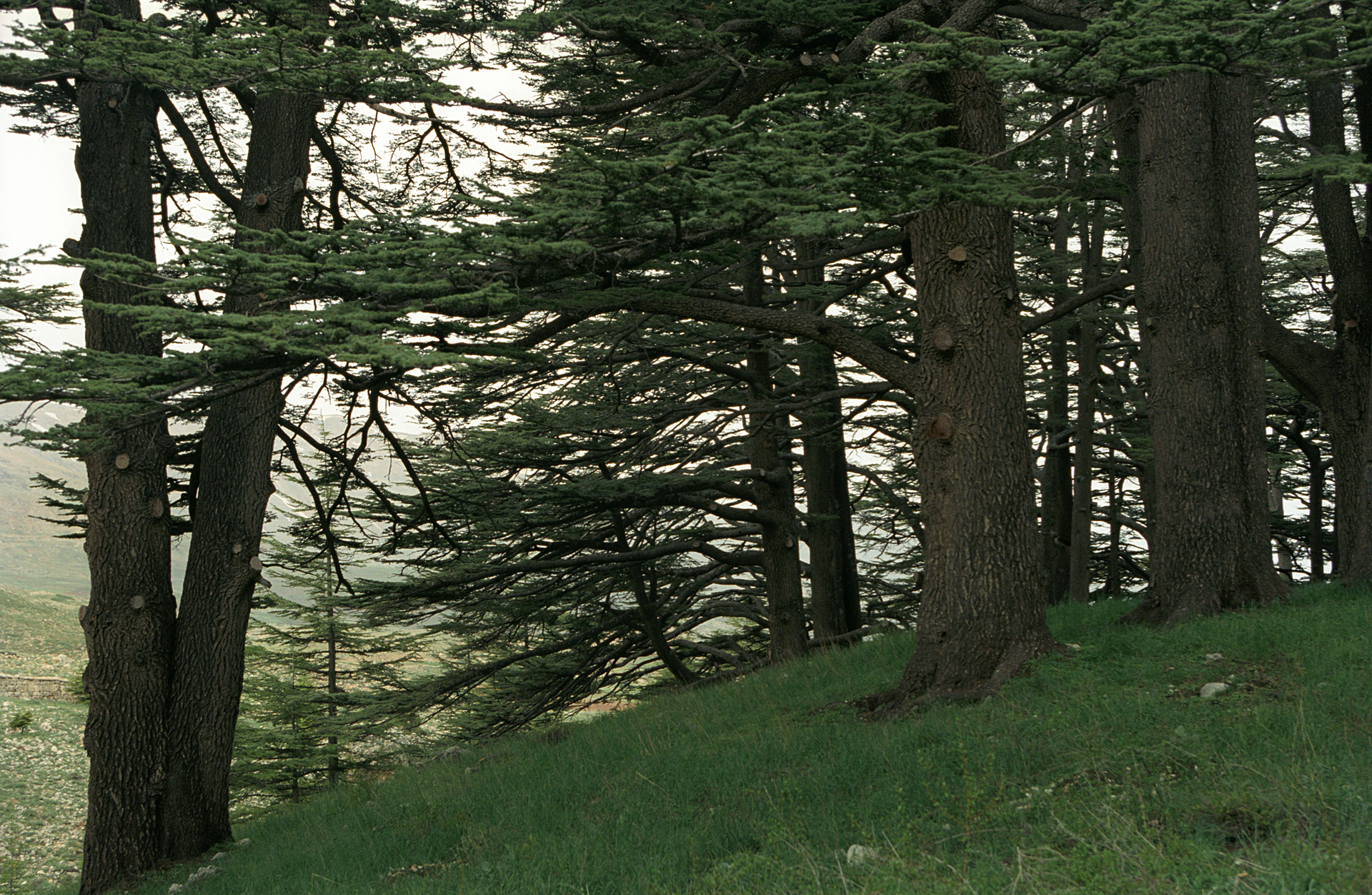
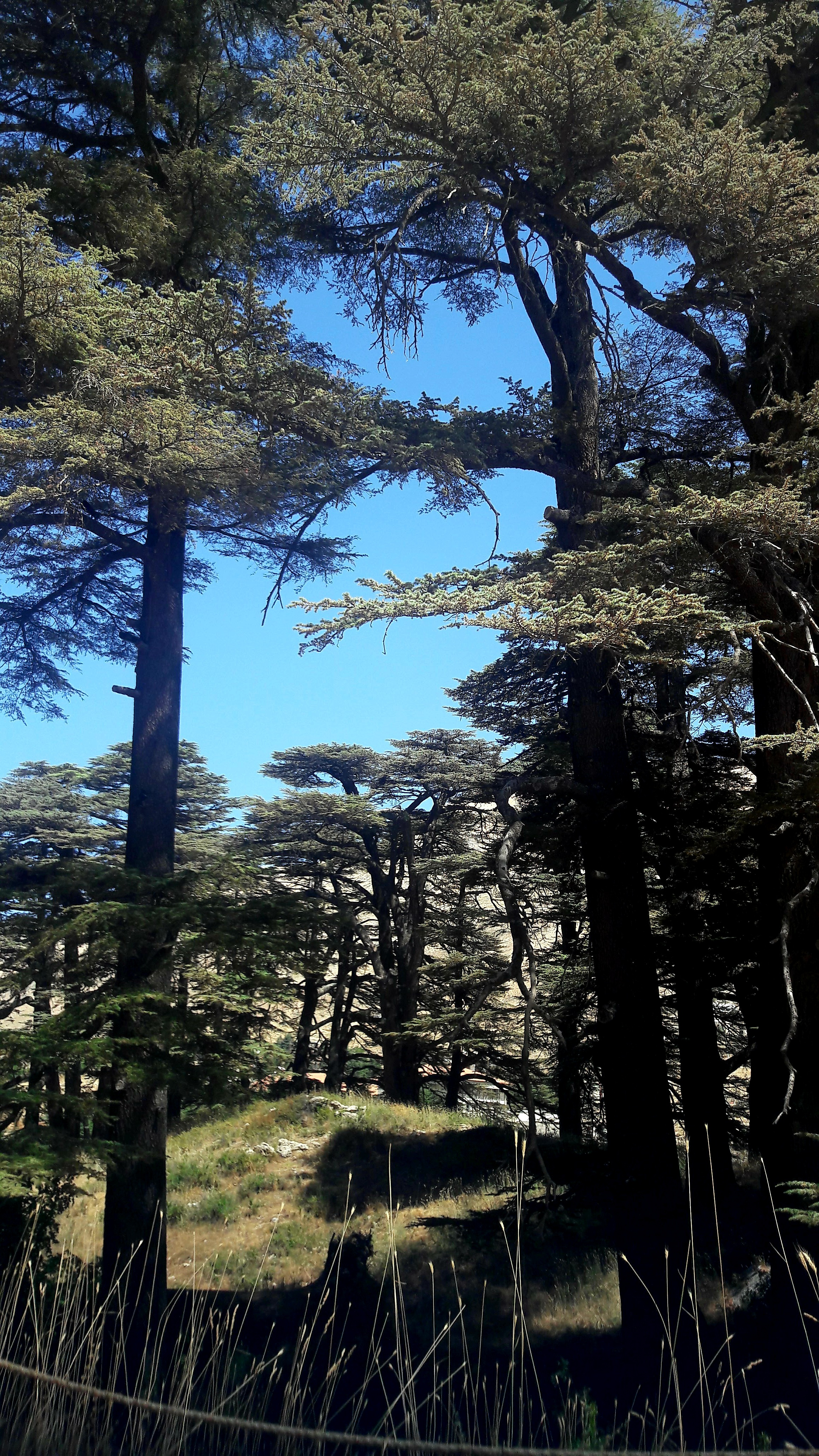